# Grupo 4

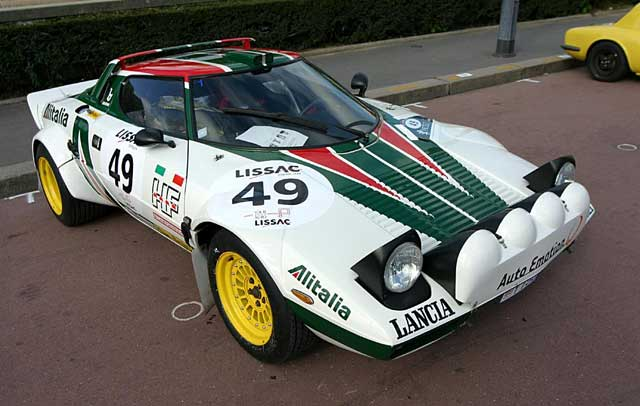
Group 4 Lancia Stratos HF. El Stratos ayudó a Lancia a ganar el Campeonato Mundial de Rally en 1974, 1975 y 1976.

El Grupo 4 era una homologación para vehículos de competición deportiva en carreras de pista y rally reguladas por la Federación Internacional del Automóvil (FIA). Estas regulaciones fueron introducidas en los cambios estructurales de la clase (o categoría) para la temporada de 1966. El Grupo 4 fue sustituido por el Grupo B para la temporada de 1983.

## Requisitos de producción
A diferencia de otros prototipos, para que un automóvil fuese homologado para el Grupo 4, la FIA requería que se produjera un mínimo del mismo durante 12 meses. La producción requerida para el Grupo 4 era de 50 unidades, aunque después fue reducida a veinticinco.
En el Apéndice J del Código Deportivo Internacional de la FIA había grupos definidos para los automóviles de turismo y de Gran turismo (automóvil) (las cifras entre paréntesis representan la producción mínima en 12 meses consecutivos):
- Grupo 1: Automóviles de turismo de producción en serie (5000).
- Grupo 2: Automóviles de turismo especiales (1000).
- Grupo 3: Automóviles de gran turismo (500).
- Grupo 4: Automóviles deportivos (25).
- Grupo 5: Automóviles de turismo especiales.
- Grupo 6: Sport prototipos.

En la década de 1970, los automóviles deportivos de producción limitada fueron integrados en la categoría del Grupo 5. El Grupo 4 fue, entonces, la categoría para automóviles Gran Turismo especiales, con un mínimo de producción de 500 unidades en doce meses consecutivos.
- Grupo 1: Automóviles de turismo de producción en serie (5000).
- Grupo 2: Automóviles de turismo (1000).
- Grupo 3: Automóviles de gran turismo de producción en serie (1000).
- Grupo 4: Automóviles de gran turismo Especiales (500).
- Grupo 5: Automóviles deportivos (25).
- Grupo 6: Sport prototipos.

En 1976, el mínimo de producción para el Grupo 4 fue reducido a 400 unidades en 24 meses.

## Grupo 2 y Grupo 4

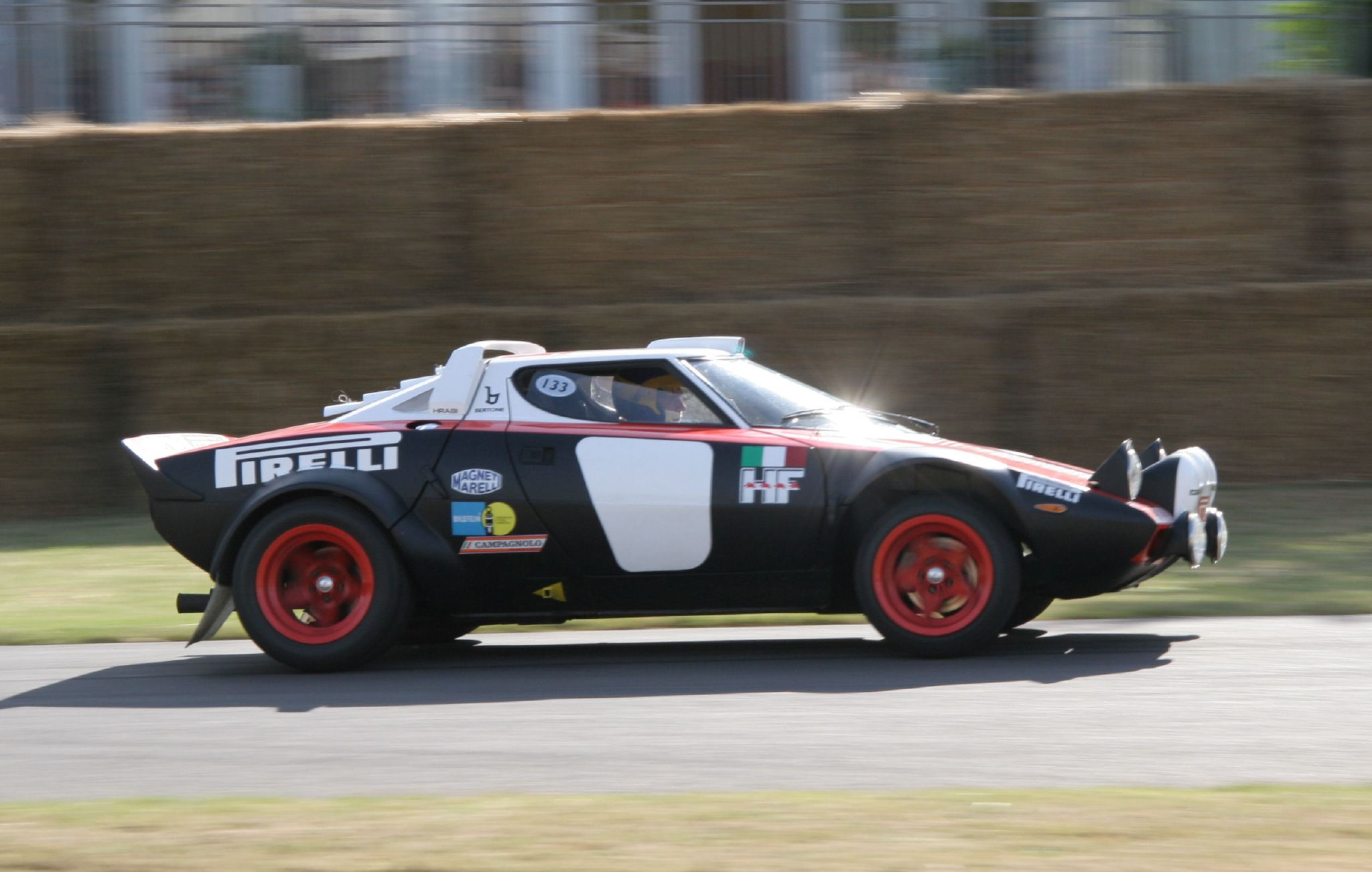
Lancia Stratos, en exhibición durante el Goodwood Festival of Speed' de 2006.

Hasta 1983, las dos principales clases de rally eran los Grupo 2 y Grupo 4. Los constructores más grandes competían en el Grupo 4, lo que requería un mínimo de 400 vehículos producidos anualmente. Algunos ejemplos notables de la época incluían el Lancia Stratos, el Ford Escort y el Fiat 131 Abarth.
En 1979, la FISA (en ese entonces la división reguladora de la FIA) permitió la tracción a las cuatro ruedas. Sin embargo, en ese tiempo se pensó que el peso extra y la complejidad de los sistemas anularían el desempeño de los automóviles, así que los participantes no mostraban mucho entusiasmo en su uso.
Esta creencia fue sacudida cuando Audi introdujo el modelo Quattro en 1980, con tracción a las cuatro ruedas. Aunque el nuevo modelo era pesado e incómodo, sus niveles de agarre al piso fuera del asfalto eran sorprendentes: Ese año, un Quattro fue usado como un coche cero de inicio y conducido por el piloto profesional Hannu Mikkola en algunas carreras de rally. En un rally en particular, su tiempo combinado por etapas fue de nueve minutos más rápido que el ganador del rally.
El Quattro entró oficialmente en el Rally Janer de Austria, en 1980, y ganó fácilmente. Audi mantuvo su racha ganadora durante 1980 y 1981, sin embargo, su falta de consistencia en los resultados dio como resultado que Ford tomara el título de conductores en 1981 con Ari Vatanen al volante de un Escort de tracción trasera. La victoria del equipo en el Rally San Remo de 1981 fue particularmente histórica: conducido por Michèle Mouton, fue la primera vez que una mujer, y hasta la fecha la única, ganaba un rally del Campeonato Mundial. Mouton terminó como subcampeona mundial al año siguiente, detrás de Walter Röhrl.

## Carreras
En 1966 y 1967, los automóviles deportivos del Grupo 4 jugaron un papel de apoyo para los prototipos del Grupo 6. Mientras algunos prototipos como el Ford GT40 Mk II & Mk IV de 7.0L corrieron para ganar en cualquier competencia, el GT40 Mk I de 4.7L sólo lo hizo para ganar en la categoría del Grupo 4. De hecho, los participantes en ambas competencias buscaban el triunfo en dos campeonatos, los del Grupo 6 el Campeonato Internacional de Prototipos y los del Grupo 4 por el Campeonato Internacional de Automóviles Deportivos.
En 1968 cambiaron las reglas, de tal forma que los prototipos fueron limitados a portar motores de 3.0L, aunque los automóviles deportivos de hasta 5.0L tenían permitido competir. También se redujo a 25 unidades el número mínimo de producción del Grupo 4. Con motores más grandes que los prototipos, los automóviles del Grupo 4 eran los que obtenían los triunfos. El Ford GT40 fue el ganador de las 24 Horas de Le Mans en las temporadas 1968 y 1969. Porsche inició la producción de 25 unidades del Porsche 917 y Ferrari, con la ayuda financiera de Fiat, produjo el Ferrari 512.
Para la temporada 1972, el énfasis estaba en los prototipos deportivos con motores de 3.0L y los deportivos con motores de 5.0L fueron prohibidos. La categoría del Grupo 4 fue retada por automóviles de producción en serie Gran Turismo, como el Ferrari 365 GTB/4 Daytona, el Porsche 911 Carrera RS y el De Tomaso Pantera.

## Rally
Las regulaciones del Grupo 4 fueron usadas para el Campeonato Mundial de Rally, hasta que fuero reemplazadas por las regulaciones del Grupo B. Desde mediados de la década de 1970 hasta los inicios de la década de 1980, fue necesario que se produjeran 400 unidades idénticas para ser homologadas como un automóvil del Grupo 4. Algunos modelos destacados fueron el Ford Escort RS1800, el Fiat 131 Abarth, el Lancia Stratos y el Audi Quattro.